# Gymnohydnotrya
Gymnohydnotrya — рід грибів родини Discinaceae. Назва вперше опублікована 1989 року.